# Julius von Gundelfinger
Julius von Gundelfinger, auch Gyula Gundelfinger oder László Gyulaházy (* 28. April 1833 in Krompach, Zips, Länder der Ungarischen Krone; † 4. Mai 1894 in Szentmihály, Komitat Sáros, Königreich Ungarn, Österreich-Ungarn), war ein karpatendeutsch-ungarischer Landschaftsmaler der Düsseldorfer Schule.

## Leben

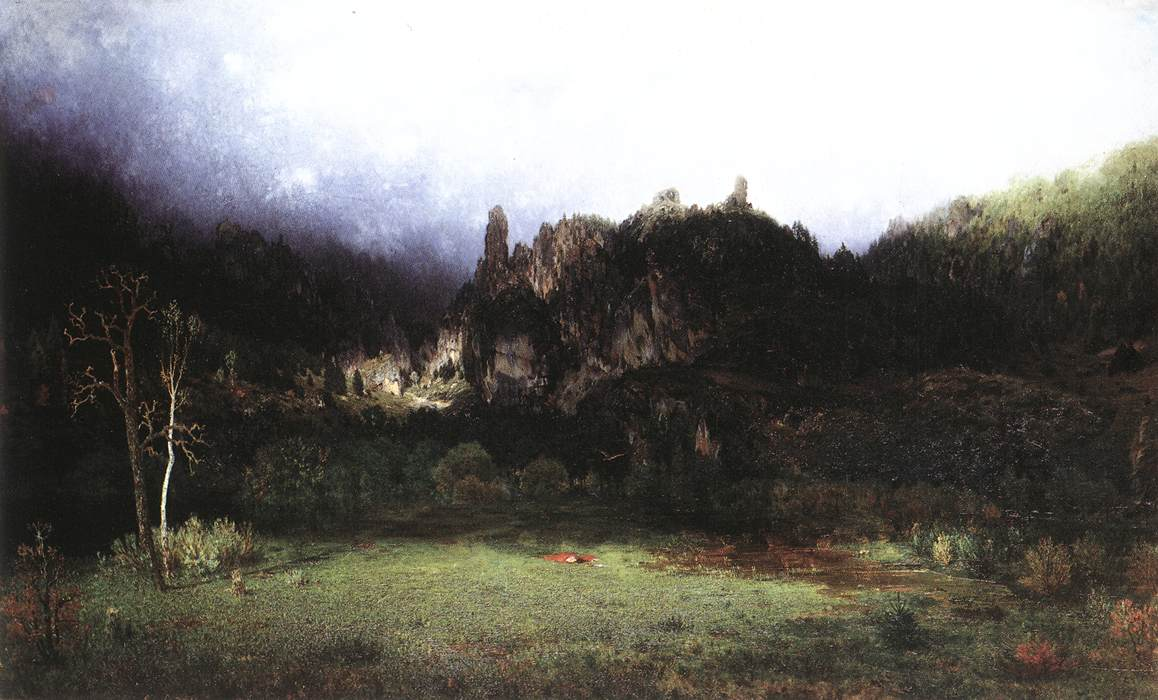
Landschaft bei Szinyei-Lipócz, 1873

Bereits in jungen Jahren übte sich Gundelfinger, ältestes von drei Kindern des Grundbesitzers und Fabrikanten József Gundelfinger (1813–1838) und dessen Ehefrau Matild Szinyei Merse (1811–1889), im Zeichnen. Nach dem frühen Tod des Vaters heiratete seine Mutter den Grafen 
István Tamás Szirmay (1792–1857). Auf dessen Betreiben beschritt Gundelfinger zunächst eine militärische Laufbahn im k.u.k. Husarenregiment „Friedrich Leopold von Preußen“ Nr. 2, die er 1855 im Range eines Leutnants beendete. Gegen den Willen seiner Mutter entschloss er sich sodann, Maler zu werden und nahm kurzzeitig Privatunterricht bei Carl Rahl in Wien. 1856 ging er nach Düsseldorf, wo er bis 1859 Privatschüler von Carl Friedrich Lessing war, dessen Linie Gundelfingers Landschaftsmalerei bis in die 1870er Jahre prägte. 1858 drängte ihn seine Mutter, die Verwaltung des Familienbesitzes zu übernehmen. Seine Gemälde, vor allem romantische Landschaften, oft mit Burgen, stellte er regelmäßig in Budapest aus.  
Gundelfinger war der Cousin des ungarischen Malers Pál Szinyei Merse. Mit ihm unternahm er in den 1870er Jahren Exkursionen in das Münchner Umland. In dieser Zeit lebte Gundelfinger in München und hatte dort ein Atelier.
Schließlich lebte er auf seinem Krompacher Familienbesitz, wo er in Erbschaftsstreitigkeiten verwickelt war, in deren Verlauf er 1881 seinen Gegner in einem Pistolenduell erschoss. Für diese Tat verbüßte er eine Haft von einem haben Jahr im Staatsgefängnis von Waitzen.